# Семани
Семани (на албански: Semani) е река в Западна Албания. Дължина 85 km (с дясната съставяща я река Девол 281 km). Площ на водосборния басейн 5649 km².
Река Семани се образува от сливането на двете съставящи я реки Осум (лява съставяща, 161 km, 2073 km²) и Девол (дясна съставяща, 196 km, 3140 km²), на 24 m н.в., на 4 km западно от град Кучова. По цялото си протежение тече основно в западно направление през крайбрежната равнина Музакия (Албанска низина) в широка, на места заблатена долина, като силно меандрира. Дължината на реката е 85 km, а разстоянието по права линия от образуването ѝ до устието ѝ е 42 km. Влива се в Адриатическо море на 12 km северно от устието на река Вьоса. До края на 20. век в най-долното си течение е текла на север и се е вливала в Адриатическо море западно от езерото Каравастая.
Водосборният басейн на река Семани е с площ от 5649 km². На север водосборният басейн на Семани граничи с водосборните басейни на реките Шкумбини и Дрин (от басейна на Адриатическо море), на североизток и изток – с водосборните басейни на реките Вардар и Алиакмон (от басейна на Егейско море), а на юг – с водосборния басейн на река Вьоса (от басейна на Адриатическо море).
Основни притоци:
- леви – Осум (161 km, 2073 km²), Гяница;
- десни – Девол (196 km, 3140 km²).

Река Семани има предимно дъждовно подхранване, с характерно за региона високо зимно-пролетно пълноводие и лятно маловодие.
Водите на реката основно се използват за напояване в крайбрежната равнина Музакия. По течението ѝ са разположени множество, но предимно малки населени места, като най-голямо е град Фиер.